# Medalhistas olímpicos do judô
O judô é um esporte disputado em Jogos Olímpicos desde 1964. Em sua história, teve diversas divisões de categorias. Estes são os medalhistas olímpicos do esporte:

## Divisão de categorias
| 1964                                | 1972–1976            | 1980–1984            | 1988–1992     | 1996–2024             |
| ----------------------------------- | -------------------- | -------------------- | ------------- | --------------------- |
| Categoria aberta sem limite de peso |                      |                      |               |                       |
| Pesado +80 kg                       | Pesado +93 kg        | Pesado +95 kg        | Pesado +95 kg | Pesado +100 kg        |
| Pesado +80 kg                       | Pesado +93 kg        | Pesado +95 kg        | Pesado +95 kg | Meio-pesado 90–100 kg |
| Pesado +80 kg                       | Pesado +93 kg        | Meio-pesado 86–95 kg |               |                       |
| Pesado +80 kg                       | Meio-pesado 80–93 kg |                      |               |                       |
| Pesado +80 kg                       | Médio 81–90 kg       |                      |               |                       |
| Pesado +80 kg                       | Médio 78–86 kg       |                      |               |                       |
| Pesado +80 kg                       | Meio-médio 73–81 kg  |                      |               |                       |
| Médio 68–80 kg                      | Médio 70–80 kg       |                      |               |                       |
| Médio 68–80 kg                      | Médio 70–80 kg       | Meio-médio 71–78 kg  |               |                       |
| Médio 68–80 kg                      | Médio 70–80 kg       | Leve 66–73 kg        |               |                       |
| Médio 68–80 kg                      | Médio 70–80 kg       | Leve 65–71 kg        |               |                       |
| Médio 68–80 kg                      | Meio-médio 63–70 kg  |                      |               |                       |
| Leve -68 kg                         |                      |                      |               |                       |
| Meio-leve 60–66 kg                  |                      |                      |               |                       |
| Meio-leve 60–65 kg                  |                      |                      |               |                       |
| Leve -63 kg                         |                      |                      |               |                       |
| Ligeiro -60 kg                      |                      |                      |               |                       |
| 4                                   | 6                    | 8                    | 7             | 7                     |

| 1992–1996            | 2000–2024            |
| -------------------- | -------------------- |
| Pesado +72 kg        | Pesado +78 kg        |
| Pesado +72 kg        | Meio-pesado 70–78 kg |
| Meio-pesado 66–72 kg |                      |
| Médio 63–70 kg       |                      |
| Médio 61–66 kg       |                      |
| Meio-médio 57–63 kg  |                      |
| Meio-médio 56–61 kg  |                      |
| Leve 52–57 kg        |                      |
| Leve 52–56 kg        |                      |
| Meio-leve 48–52 kg   |                      |
| Ligeiro -48 kg       |                      |
| 7                    | 7                    |

## Medalhistas

### Masculino

#### Ligeiro
- Até 60 kg

| Evento                      | Ouro                                | Prata                           | Bronze                                                                |
| --------------------------- | ----------------------------------- | ------------------------------- | --------------------------------------------------------------------- |
| Moscou 1980 (detalhes)      | Thierry Rey FRA França              | José Rodríguez CUB Cuba         | Tibor Kincses HUN HungriaAramby Emizh URS União Soviética             |
| Los Angeles 1984 (detalhes) | Shinji Hosokawa JPN Japão           | Kim Jae-yup KOR Coreia do Sul   | Neil Eckersley GBR Grã-BretanhaEdward Liddie USA Estados Unidos       |
| Seul 1988 (detalhes)        | Kim Jae-yup KOR Coreia do Sul       | Kevin Asano USA Estados Unidos  | Shinji Hosokawa JPN JapãoAmiran Totikashvili URS União Soviética      |
| Barcelona 1992 (detalhes)   | Nazim Huseynov EUN Equipa Unificada | Yoon Hyun KOR Coreia do Sul     | Tadanori Koshino JPN JapãoRichard Trautmann GER Alemanha              |
| Atlanta 1996 (detalhes)     | Tadahiro Nomura JPN Japão           | Girolamo Giovinazzo ITA Itália  | Dorjpalamyn Narmandakh MGL MongóliaRichard Trautmann GER Alemanha     |
| Sydney 2000 (detalhes)      | Tadahiro Nomura JPN Japão           | Jung Bu-kyung KOR Coreia do Sul | Manolo Poulot CUB CubaAidyn Smagulov KGZ Quirguistão                  |
| Atenas 2004 (detalhes)      | Tadahiro Nomura JPN Japão           | Nestor Khergiani GEO Geórgia    | Khashbaataryn Tsagaanbaatar MGL MongóliaChoi Min-ho KOR Coreia do Sul |
| Pequim 2008 (detalhes)      | Choi Min-ho KOR Coreia do Sul       | Ludwig Paischer AUT Áustria     | Rishod Sobirov UZB UzbequistãoRuben Houkes NED Países Baixos          |
| Londres 2012 (detalhes)     | Arsen Galstyan RUS Rússia           | Hiroaki Hiraoka JPN Japão       | Felipe Kitadai BRA BrasilRishod Sobirov UZB Uzbequistão               |
| Rio 2016 (detalhes)         | Beslan Mudranov RUS Rússia          | Yeldos Smetov KAZ Cazaquistão   | Naohisa Takato JPN JapãoDiyorbek Urozboev UZB Uzbequistão             |
| Tóquio 2020 (detalhes)      | Naohisa Takato JPN Japão            | Yang Yung-wei TPE Taipé Chinês  | Yeldos Smetov KAZ CazaquistãoLuka Mkheidze FRA França                 |
| Paris 2024 (detalhes)       | Yeldos Smetov KAZ Cazaquistão       | Luka Mkheidze FRA França        | Ryuju Nagayama JPN JapãoFrancisco Garrigós ESP Espanha                |

#### Meio-leve
- Até 65 kg (1980–1996)
- Até 66 kg (2000–)

| Evento                      | Ouro                                   | Prata                            | Bronze                                                        |
| --------------------------- | -------------------------------------- | -------------------------------- | ------------------------------------------------------------- |
| Moscou 1980 (detalhes)      | Nikolay Solodukhin URS União Soviética | Tsendiin Damdin MGL Mongólia     | Iliyan Nedkov BUL BulgáriaJanusz Pawłowski POL Polônia        |
| Los Angeles 1984 (detalhes) | Yoshiyuki Matsuoka JPN Japão           | Hwang Jung-oh KOR Coreia do Sul  | Marc Alexandre FRA FrançaJosef Reiter AUT Áustria             |
| Seul 1988 (detalhes)        | Lee Kyung-keun KOR Coreia do Sul       | Janusz Pawłowski POL Polônia     | Bruno Carabetta FRA FrançaYōsuke Yamamoto JPN Japão           |
| Barcelona 1992 (detalhes)   | Rogério Sampaio BRA Brasil             | József Csák HUN Hungria          | Israel Hernández CUB CubaUdo Quellmalz GER Alemanha           |
| Atlanta 1996 (detalhes)     | Udo Quellmalz GER Alemanha             | Yukimasa Nakamura JPN Japão      | Henrique Guimarães BRA BrasilIsrael Hernández CUB Cuba        |
| Sydney 2000 (detalhes)      | Hüseyin Özkan TUR Turquia              | Larbi Benboudaoud FRA França     | Girolamo Giovinazzo ITA ItáliaGiorgi Vazagashvili GEO Geórgia |
| Atenas 2004 (detalhes)      | Masato Uchishiba JPN Japão             | Jozef Krnáč SVK Eslováquia       | Yordanis Arencibia CUB CubaGeorgi Georgiev BUL Bulgária       |
| Pequim 2008 (detalhes)      | Masato Uchishiba JPN Japão             | Benjamin Darbelet FRA França     | Yordanis Arencibia CUB CubaPak Chol-min PRK Coreia do Norte   |
| Londres 2012 (detalhes)     | Lasha Shavdatuashvili GEO Geórgia      | Miklós Ungvári HUN Hungria       | Masashi Ebinuma JPN JapãoCho Jun-ho KOR Coreia do Sul         |
| Rio 2016 (detalhes)         | Fabio Basile ITA Itália                | An Ba-ul KOR Coreia do Sul       | Rishod Sobirov UZB UzbequistãoMasashi Ebinuma JPN Japão       |
| Tóquio 2020 (detalhes)      | Hifumi Abe JPN Japão                   | Vazha Margvelashvili GEO Geórgia | An Ba-ul KOR Coreia do SulDaniel Cargnin BRA Brasil           |
| Paris 2024 (detalhes)       | Hifumi Abe JPN Japão                   | Willian Lima BRA Brasil          | Gusman Kyrgyzbayev KAZ CazaquistãoDenis Vieru MDA Moldávia    |

#### Leve
- 68 kg (1964)
- 63 kg (1972–1976)
- 71 kg (1980–1992)
- 73 kg (1996–)

| Evento                      | Ouro                              | Prata                             | Bronze                                                                     |
| --------------------------- | --------------------------------- | --------------------------------- | -------------------------------------------------------------------------- |
| Tóquio 1964 (detalhes)      | Takehide Nakatani JPN Japão       | Eric Hänni SUI Suíça              | Ārons Bogoļubovs URS União SoviéticaOleg Stepanov URS União Soviética      |
| Munique 1972 (detalhes)     | Takao Kawaguchi JPN Japão         | nenhuma                           | Kim Yong-ik PRK Coreia do NorteJean-Jacques Mounier FRA França             |
| Montreal 1976 (detalhes)    | Héctor Rodríguez CUB Cuba         | Chang Eun-kyung KOR Coreia do Sul | Felice Mariani ITA ItáliaJószef Tuncsik HUN Hungria                        |
| Moscou 1980 (detalhes)      | Ezio Gamba ITA Itália             | Neil Adams GBR Grã-Bretanha       | Ravdangiin Davaadalai MGL MongóliaKarl-Heinz Lehmann GDR Alemanha Oriental |
| Los Angeles 1984 (detalhes) | Ahn Byeong-keun KOR Coreia do Sul | Ezio Gamba ITA Itália             | Kerrith Brown GBR Grã-BretanhaLuis Onmura BRA Brasil                       |
| Seul 1988 (detalhes)        | Marc Alexandre FRA França         | Sven Loll GDR Alemanha Oriental   | Mike Swain USA Estados UnidosGiorgi Tenadze URS União Soviética            |
| Barcelona 1992 (detalhes)   | Toshihiko Koga JPN Japão          | Bertalan Hajtós HUN Hungria       | Chung Hoon KOR Coreia do SulOren Smadja ISR Israel                         |
| Atlanta 1996 (detalhes)     | Kenzo Nakamura JPN Japão          | Kwak Dae-sung KOR Coreia do Sul   | Christophe Gagliano FRA FrançaJimmy Pedro USA Estados Unidos               |
| Sydney 2000 (detalhes)      | Giuseppe Maddaloni ITA Itália     | Tiago Camilo BRA Brasil           | Anatoly Laryukov BLR BielorrússiaVsevolods Zeļonijs LAT Letônia            |
| Atenas 2004 (detalhes)      | Lee Won-hee KOR Coreia do Sul     | Vitaliy Makarov RUS Rússia        | Leandro Guilheiro BRA BrasilJimmy Pedro USA Estados Unidos                 |
| Pequim 2008 (detalhes)      | Elnur Mammadli AZE Azerbaijão     | Wang Ki-chun KOR Coreia do Sul    | Rasul Boqiev TJK TajiquistãoLeandro Guilheiro BRA Brasil                   |
| Londres 2012 (detalhes)     | Mansur Isaev RUS Rússia           | Riki Nakaya JPN Japão             | Sainjargalyn Nyam-Ochir MGL MongóliaUgo Legrand FRA França                 |
| Rio 2016 (detalhes)         | Shohei Ono JPN Japão              | Rustam Orujov AZE Azerbaijão      | Lasha Shavdatuashvili GEO GeórgiaDirk Van Tichelt BEL Bélgica              |
| Tóquio 2020 (detalhes)      | Shohei Ono JPN Japão              | Lasha Shavdatuashvili GEO Geórgia | An Chang-rim KOR Coreia do SulTsend-Ochiryn Tsogtbaatar MGL Mongólia       |
| Paris 2024 (detalhes)       | Hidayet Heydarov AZE Azerbaijão   | Joan-Benjamin Gaba FRA França     | Adil Osmanov MDA MoldáviaSoichi Hashimoto JPN Japão                        |

#### Meio-médio
- 70 kg (1972–1976)
- 78 kg (1980–1992)
- 81 kg (1996–)

| Evento                      | Ouro                                  | Prata                                | Bronze                                                                   |
| --------------------------- | ------------------------------------- | ------------------------------------ | ------------------------------------------------------------------------ |
| Munique 1972 (detalhes)     | Toyokazu Nomura JPN Japão             | Antoni Zajkowski POL Polônia         | Dietmar Hötger GDR Alemanha OrientalAnatoliy Novikov URS União Soviética |
| Montreal 1976 (detalhes)    | Vladimir Nevzorov URS União Soviética | Koji Kuramoto JPN Japão              | Marian Tałaj POL PolôniaPatrick Vial FRA França                          |
| Moscou 1980 (detalhes)      | Shota Khabareli URS União Soviética   | Juan Ferrer CUB Cuba                 | Harald Heinke GDR Alemanha OrientalBernard Tchoullouyan FRA França       |
| Los Angeles 1984 (detalhes) | Frank Wieneke FRG Alemanha Ocidental  | Neil Adams GBR Grã-Bretanha          | Mircea Frățică ROU RomêniaMichel Nowak FRA França                        |
| Seul 1988 (detalhes)        | Waldemar Legień POL Polônia           | Frank Wieneke FRG Alemanha Ocidental | Torsten Bréchôt GDR Alemanha OrientalBashir Varaev URS União Soviética   |
| Barcelona 1992 (detalhes)   | Hidehiko Yoshida JPN Japão            | Jason Morris USA Estados Unidos      | Kim Byung-joo KOR Coreia do SulBertrand Damaisin FRA França              |
| Atlanta 1996 (detalhes)     | Djamel Bouras FRA França              | Toshihiko Koga JPN Japão             | Cho In-chul KOR Coreia do SulSoso Liparteliani GEO Geórgia               |
| Sydney 2000 (detalhes)      | Makoto Takimoto JPN Japão             | Cho In-chul KOR Coreia do Sul        | Aleksei Budõlin EST EstôniaNuno Delgado POR Portugal                     |
| Atenas 2004 (detalhes)      | Ilias Iliadis GRE Grécia              | Roman Gontiuk UKR Ucrânia            | Flávio Canto BRA BrasilDmitri Nossov RUS Rússia                          |
| Pequim 2008 (detalhes)      | Ole Bischof GER Alemanha              | Kim Jae-bum KOR Coreia do Sul        | Tiago Camilo BRA BrasilRoman Gontiuk UKR Ucrânia                         |
| Londres 2012 (detalhes)     | Kim Jae-bum KOR Coreia do Sul         | Ole Bischof GER Alemanha             | Ivan Nifontov RUS RússiaAntoine Valois-Fortier CAN Canadá                |
| Rio 2016 (detalhes)         | Khasan Khalmurzaev RUS Rússia         | Travis Stevens USA Estados Unidos    | Sergiu Toma UAE Emirados Árabes UnidosTakanori Nagase JPN Japão          |
| Tóquio 2020 (detalhes)      | Takanori Nagase JPN Japão             | Saeid Mollaei MGL Mongólia           | Shamil Borchashvili AUT ÁustriaMatthias Casse BEL Bélgica                |
| Paris 2024 (detalhes)       | Takanori Nagase JPN Japão             | Tato Grigalashvili GEO Geórgia       | Lee Joon-hwan KOR Coreia do SulSomon Makhmadbekov TJK Tajiquistão        |

#### Médio
- 80 kg (1964–1976)
- 86 kg (1980–1992)
- 90 kg (1996–)

| Evento                      | Ouro                            | Prata                                   | Bronze                                                                      |
| --------------------------- | ------------------------------- | --------------------------------------- | --------------------------------------------------------------------------- |
| Tóquio 1964 (detalhes)      | Isao Okano JPN Japão            | Wolfgang Hofmann EUA Equipe Alemã Unida | James Bregman USA Estados UnidosKim Eui-tae KOR Coreia do Sul               |
| Munique 1972 (detalhes)     | Shinobu Sekine JPN Japão        | Oh Seung-lip KOR Coreia do Sul          | Jean-Paul Coche FRA FrançaBrian Jacks GBR Grã-Bretanha                      |
| Montreal 1976 (detalhes)    | Isamu Sonoda JPN Japão          | Valeriy Dvoynikov URS União Soviética   | Slavko Obadov YUG IugosláviaPark Young-chul KOR Coreia do Sul               |
| Moscou 1980 (detalhes)      | Jürg Röthlisberger SUI Suíça    | Isaac Azcuy CUB Cuba                    | Aleksandrs Jackēvičs URS União SoviéticaDetlef Ultsch GDR Alemanha Oriental |
| Los Angeles 1984 (detalhes) | Peter Seisenbacher AUT Áustria  | Robert Berland USA Estados Unidos       | Walter Carmona BRA BrasilSeiki Nose JPN Japão                               |
| Seul 1988 (detalhes)        | Peter Seisenbacher AUT Áustria  | Vladimir Shestakov URS União Soviética  | Akinobu Osako JPN JapãoBen Spijkers NED Países Baixos                       |
| Barcelona 1992 (detalhes)   | Waldemar Legień POL Polônia     | Pascal Tayot FRA França                 | Nicolas Gill CAN CanadáHirotaka Okada JPN Japão                             |
| Atlanta 1996 (detalhes)     | Jeon Ki-young KOR Coreia do Sul | Armen Bagdasarov UZB Uzbequistão        | Mark Huizinga NED Países BaixosMarko Spittka GER Alemanha                   |
| Sydney 2000 (detalhes)      | Mark Huizinga NED Países Baixos | Carlos Honorato BRA Brasil              | Frédéric Demontfaucon FRA FrançaRuslan Mashurenko UKR Ucrânia               |
| Atenas 2004 (detalhes)      | Zurab Zviadauri GEO Geórgia     | Hiroshi Izumi JPN Japão                 | Mark Huizinga NED Países BaixosKhasanbi Taov RUS Rússia                     |
| Pequim 2008 (detalhes)      | Irakli Tsirekidze GEO Geórgia   | Amar Benikhlef ALG Argélia              | Hesham Mesbah EGY EgitoSergei Aschwanden SUI Suíça                          |
| Londres 2012 (detalhes)     | Song Dae-nam KOR Coreia do Sul  | Asley González CUB Cuba                 | Ilias Iliadis GRE GréciaMasashi Nishiyama JPN Japão                         |
| Rio 2016 (detalhes)         | Mashu Baker JPN Japão           | Varlam Liparteliani GEO Geórgia         | Gwak Dong-han KOR Coreia do SulCheng Xunzhao CHN China                      |
| Tóquio 2020 (detalhes)      | Lasha Bekauri GEO Geórgia       | Eduard Trippel GER Alemanha             | Davlat Bobonov UZB UzbequistãoKrisztián Tóth HUN Hungria                    |
| Paris 2024 (detalhes)       | Lasha Bekauri GEO Geórgia       | Sanshiro Murao JPN Japão                | Maxime-Gaël Ngayap Hambou FRA FrançaTheodoros Tselidis GRE Grécia           |

#### Meio-pesado
- 93 kg (1972–1976)
- 95 kg (1980–1996)
- 100 kg (2000–)

| Evento                      | Ouro                                   | Prata                                  | Bronze                                                                  |
| --------------------------- | -------------------------------------- | -------------------------------------- | ----------------------------------------------------------------------- |
| Munique 1972 (detalhes)     | Shota Chochishvili URS União Soviética | David Starbrook GBR Grã-Bretanha       | Paul Barth FRG Alemanha OcidentalChiaki Ishii BRA Brasil                |
| Montreal 1976 (detalhes)    | Kazuhiro Ninomiya JPN Japão            | Ramaz Kharshiladze URS União Soviética | Jürg Röthlisberger SUI SuíçaDavid Starbrook GBR Grã-Bretanha            |
| Moscou 1980 (detalhes)      | Robert Van de Walle BEL Bélgica        | Tengiz Khubuluri URS União Soviética   | Dietmar Lorenz GDR Alemanha OrientalHenk Numan NED Países Baixos        |
| Los Angeles 1984 (detalhes) | Ha Hyung-joo KOR Coreia do Sul         | Douglas Vieira BRA Brasil              | Bjarni Friðriksson ISL IslândiaGünter Neureuther FRG Alemanha Ocidental |
| Seul 1988 (detalhes)        | Aurélio Miguel BRA Brasil              | Marc Meiling FRG Alemanha Ocidental    | Dennis Stewart GBR Grã-BretanhaRobert Van de Walle BEL Bélgica          |
| Barcelona 1992 (detalhes)   | Antal Kovács HUN Hungria               | Raymond Stevens GBR Grã-Bretanha       | Theo Meijer NED Países BaixosDmitri Sergeyev EUN Equipa Unificada       |
| Atlanta 1996 (detalhes)     | Paweł Nastula POL Polônia              | Kim Min-soo KOR Coreia do Sul          | Aurélio Miguel BRA BrasilStéphane Traineau FRA França                   |
| Sydney 2000 (detalhes)      | Kōsei Inoue JPN Japão                  | Nicolas Gill CAN Canadá                | Yury Styopkin RUS RússiaStéphane Traineau FRA França                    |
| Atenas 2004 (detalhes)      | Ihar Makarau BLR Bielorrússia          | Jang Sung-ho KOR Coreia do Sul         | Michael Jurack GER AlemanhaAriel Ze'evi ISR Israel                      |
| Pequim 2008 (detalhes)      | Naidangiin Tüvshinbayar MGL Mongólia   | Askhat Zhitkeyev KAZ Cazaquistão       | Movlud Miraliyev AZE AzerbaijãoHenk Grol NED Países Baixos              |
| Londres 2012 (detalhes)     | Tagir Khaibulaev RUS Rússia            | Naidangiin Tüvshinbayar MGL Mongólia   | Dimitri Peters GER AlemanhaHenk Grol NED Países Baixos                  |
| Rio 2016 (detalhes)         | Lukáš Krpálek CZE República Checa      | Elmar Gasimov AZE Azerbaijão           | Cyrille Maret FRA FrançaRyunosuke Haga JPN Japão                        |
| Tóquio 2020 (detalhes)      | Aaron Wolf JPN Japão                   | Cho Gu-ham KOR Coreia do Sul           | Jorge Fonseca POR PortugalNiyaz Ilyasov ROC                             |
| Paris 2024 (detalhes)       | Zelym Kotsoiev AZE Azerbaijão          | Ilia Sulamanidze GEO Geórgia           | Peter Paltchik ISR IsraelMuzaffarbek Turoboyev UZB Uzbequistão          |

#### Pesado
- Mais de 80 kg (1964)
- Mais de 93 kg (1972–1976)
- Mais de 95 kg (1980–1992)
- Mais de 100 kg (1996–)

| Evento                      | Ouro                                       | Prata                                     | Bronze                                                                    |
| --------------------------- | ------------------------------------------ | ----------------------------------------- | ------------------------------------------------------------------------- |
| Tóquio 1964 (detalhes)      | Isao Inokuma JPN Japão                     | Doug Rogers CAN Canadá                    | Parnaoz Chikviladze URS União SoviéticaAnzor Kiknadze URS União Soviética |
| Munique 1972 (detalhes)     | Wim Ruska NED Países Baixos                | Klaus Glahn FRG Alemanha Ocidental        | Motoki Nishimura JPN JapãoGivi Onashvili URS União Soviética              |
| Montreal 1976 (detalhes)    | Serhiy Novikov URS União Soviética         | Günther Neureuther FRG Alemanha Ocidental | Allen Coage USA Estados UnidosSumio Endo JPN Japão                        |
| Moscou 1980 (detalhes)      | Angelo Parisi FRA França                   | Dimitar Zapryanov BUL Bulgária            | Radomir Kovačević YUG IugosláviaVladimír Kocman TCH Checoslováquia        |
| Los Angeles 1984 (detalhes) | Hitoshi Saito JPN Japão                    | Angelo Parisi FRA França                  | Mark Berger CAN CanadáCho Yong-chul KOR Coreia do Sul                     |
| Seul 1988 (detalhes)        | Hitoshi Saito JPN Japão                    | Henry Stöhr GDR Alemanha Oriental         | Cho Yong-chul KOR Coreia do SulGrigory Verichev URS União Soviética       |
| Barcelona 1992 (detalhes)   | David Khakhaleishvili EUN Equipa Unificada | Naoya Ogawa JPN Japão                     | Imre Csősz HUN HungriaDavid Douillet FRA França                           |
| Atlanta 1996 (detalhes)     | David Douillet FRA França                  | Ernesto Pérez ESP Espanha                 | Frank Möller GER AlemanhaHarry Van Barneveld BEL Bélgica                  |
| Sydney 2000 (detalhes)      | David Douillet FRA França                  | Shinichi Shinohara JPN Japão              | Indrek Pertelson EST EstôniaTamerlan Tmenov RUS Rússia                    |
| Atenas 2004 (detalhes)      | Keiji Suzuki JPN Japão                     | Tamerlan Tmenov RUS Rússia                | Dennis van der Geest NED Países BaixosIndrek Pertelson EST Estônia        |
| Pequim 2008 (detalhes)      | Satoshi Ishii JPN Japão                    | Abdullo Tangriev UZB Uzbequistão          | Óscar Brayson CUB CubaTeddy Riner FRA França                              |
| Londres 2012 (detalhes)     | Teddy Riner FRA França                     | Alexander Mikhaylin RUS Rússia            | Rafael Silva BRA BrasilAndreas Tölzer GER Alemanha                        |
| Rio 2016 (detalhes)         | Teddy Riner FRA França                     | Hisayoshi Harasawa JPN Japão              | Rafael Silva BRA BrasilOr Sasson ISR Israel                               |
| Tóquio 2020 (detalhes)      | Lukáš Krpálek CZE República Checa          | Guram Tushishvili GEO Geórgia             | Teddy Riner FRA FrançaTamerlan Bashaev ROC                                |
| Paris 2024 (detalhes)       | Teddy Riner FRA França                     | Kim Min-jong KOR Coreia do Sul            | Temur Rakhimov TJK TajiquistãoAlisher Yusupov UZB Uzbequistão             |

#### Aberto
| Evento                      | Ouro                                 | Prata                                | Bronze                                                               |
| --------------------------- | ------------------------------------ | ------------------------------------ | -------------------------------------------------------------------- |
| Tóquio 1964 (detalhes)      | Anton Geesink NED Países Baixos      | Akio Kaminaga JPN Japão              | Theodore Boronovskis AUS AustráliaKlaus Glahn EUA Equipe Alemã Unida |
| Munique 1972 (detalhes)     | Wim Ruska NED Países Baixos          | Vitali Kuznetsov URS União Soviética | Jean-Claude Brondani FRA FrançaAngelo Parisi GBR Grã-Bretanha        |
| Montreal 1976 (detalhes)    | Haruki Uemura JPN Japão              | Keith Remfry GBR Grã-Bretanha        | Cho Jea-ki KOR Coreia do SulShota Chochishvili URS União Soviética   |
| Moscou 1980 (detalhes)      | Dietmar Lorenz GDR Alemanha Oriental | Angelo Parisi FRA França             | András Ozsvár HUN HungriaArthur Mapp GBR Grã-Bretanha                |
| Los Angeles 1984 (detalhes) | Yasuhiro Yamashita JPN Japão         | Mohamed Ali Rashwan EGY Egito        | Arthur Schnabel FRG Alemanha OcidentalMihai Cioc ROU Romênia         |

### Feminino

#### Ligeiro
- 48 kg

| Evento                    | Ouro                                | Prata                                | Bronze                                                       |
| ------------------------- | ----------------------------------- | ------------------------------------ | ------------------------------------------------------------ |
| Barcelona 1992 (detalhes) | Cécile Nowak FRA França             | Ryoko Tamura JPN Japão               | Amarilis Savón CUB CubaHülya Şenyurt TUR Turquia             |
| Atlanta 1996 (detalhes)   | Kye Sun-hui PRK Coreia do Norte     | Ryoko Tamura JPN Japão               | Amarilis Savón CUB CubaYolanda Soler ESP Espanha             |
| Sydney 2000 (detalhes)    | Ryoko Tamura JPN Japão              | Lyubov Bruletova RUS Rússia          | Anna-Maria Gradante GER AlemanhaAnn Simons BEL Bélgica       |
| Atenas 2004 (detalhes)    | Ryoko Tani JPN Japão                | Frédérique Jossinet FRA França       | Julia Matijass GER AlemanhaGao Feng CHN China                |
| Pequim 2008 (detalhes)    | Alina Alexandra Dumitru ROU Romênia | Yanet Bermoy CUB Cuba                | Paula Pareto ARG ArgentinaRyoko Tani JPN Japão               |
| Londres 2012 (detalhes)   | Sarah Menezes BRA Brasil            | Alina Alexandra Dumitru ROU Romênia  | Éva Csernoviczki HUN HungriaCharline Van Snick BEL Bélgica   |
| Rio 2016 (detalhes)       | Paula Pareto ARG Argentina          | Jeong Bo-kyeong KOR Coreia do Sul    | Ami Kondo JPN JapãoGalbadrakhyn Otgontsetseg KAZ Cazaquistão |
| Tóquio 2020 (detalhes)    | Distria Krasniqi KOS Kosovo         | Funa Tonaki JPN Japão                | Daria Bilodid UKR UcrâniaMönkhbatyn Urantsetseg MGL Mongólia |
| Paris 2024 (detalhes)     | Natsumi Tsunoda JPN Japão           | Bavuudorjiin Baasankhüü MGL Mongólia | Shirine Boukli FRA FrançaTara Babulfath SWE Suécia           |

#### Meio-leve
- 52 kg

| Evento                    | Ouro                               | Prata                           | Bronze                                                    |
| ------------------------- | ---------------------------------- | ------------------------------- | --------------------------------------------------------- |
| Barcelona 1992 (detalhes) | Almudena Muñoz ESP Espanha         | Noriko Mizoguchi JPN Japão      | Li Zhongyun CHN ChinaSharon Rendle GBR Grã-Bretanha       |
| Atlanta 1996 (detalhes)   | Marie-Claire Restoux FRA França    | Hyun Sook-hee KOR Coreia do Sul | Noriko Sugawara JPN JapãoLegna Verdecia CUB Cuba          |
| Sydney 2000 (detalhes)    | Legna Verdecia CUB Cuba            | Noriko Narazaki JPN Japão       | Liu Yuxiang CHN ChinaKye Sun-hui PRK Coreia do Norte      |
| Atenas 2004 (detalhes)    | Xian Dongmei CHN China             | Yuki Yokosawa JPN Japão         | Amarilis Savón CUB CubaIlse Heylen BEL Bélgica            |
| Pequim 2008 (detalhes)    | Xian Dongmei CHN China             | An Kum-ae PRK Coreia do Norte   | Soraya Haddad ALG ArgéliaMisato Nakamura JPN Japão        |
| Londres 2012 (detalhes)   | An Kum-ae PRK Coreia do Norte      | Yanet Bermoy CUB Cuba           | Rosalba Forciniti ITA ItáliaPriscilla Gneto FRA França    |
| Rio 2016 (detalhes)       | Majlinda Kelmendi KOS Kosovo       | Odette Giuffrida ITA Itália     | Misato Nakamura JPN JapãoNatalia Kuziutina RUS Rússia     |
| Tóquio 2020 (detalhes)    | Uta Abe JPN Japão                  | Amandine Buchard FRA França     | Odette Giuffrida ITA ItáliaChelsie Giles GBR Grã-Bretanha |
| Paris 2024 (detalhes)     | Diyora Keldiyorova UZB Uzbequistão | Distria Krasniqi KOS Kosovo     | Larissa Pimenta BRA BrasilAmandine Buchard FRA França     |

#### Leve
- 56 kg (1992–1996)
- 57 kg (2000–)

| Evento                    | Ouro                          | Prata                                 | Bronze                                                           |
| ------------------------- | ----------------------------- | ------------------------------------- | ---------------------------------------------------------------- |
| Barcelona 1992 (detalhes) | Miriam Blasco ESP Espanha     | Nicola Fairbrother GBR Grã-Bretanha   | Driulis González CUB CubaChiyori Tateno JPN Japão                |
| Atlanta 1996 (detalhes)   | Driulis González CUB Cuba     | Jung Sun-yong KOR Coreia do Sul       | Isabel Fernández ESP EspanhaMarisabel Lomba BEL Bélgica          |
| Sydney 2000 (detalhes)    | Isabel Fernández ESP Espanha  | Driulis González CUB Cuba             | Kie Kusakabe JPN JapãoMaria Pekli AUS Austrália                  |
| Atenas 2004 (detalhes)    | Yvonne Bönisch GER Alemanha   | Kye Sun-hui PRK Coreia do Norte       | Deborah Gravenstijn NED Países BaixosYurisleidy Lupetey CUB Cuba |
| Pequim 2008 (detalhes)    | Giulia Quintavalle ITA Itália | Deborah Gravenstijn NED Países Baixos | Ketleyn Quadros BRA BrasilXu Yan CHN China                       |
| Londres 2012 (detalhes)   | Kaori Matsumoto JPN Japão     | Corina Căprioriu ROU Romênia          | Marti Malloy USA Estados UnidosAutomne Pavia FRA França          |
| Rio 2016 (detalhes)       | Rafaela Silva BRA Brasil      | Dorjsürengiin Sumiyaa MGL Mongólia    | Telma Monteiro POR PortugalKaori Matsumoto JPN Japão             |
| Tóquio 2020 (detalhes)    | Nora Gjakova KOS Kosovo       | Sarah-Léonie Cysique FRA França       | Tsukasa Yoshida JPN JapãoJessica Klimkait CAN Canadá             |
| Paris 2024 (detalhes)     | Christa Deguchi CAN Canadá    | Huh Mi-mi KOR Coreia do Sul           | Haruka Funakubo JPN JapãoSarah-Léonie Cysique FRA França         |

#### Meio-médio
- 61 kg (1992–1996)
- 63 kg (2000–)

| Evento                    | Ouro                            | Prata                           | Bronze                                                                |
| ------------------------- | ------------------------------- | ------------------------------- | --------------------------------------------------------------------- |
| Barcelona 1992 (detalhes) | Catherine Fleury FRA França     | Yael Arad ISR Israel            | Yelena Petrova EUN Equipa UnificadaZhang Di CHN China                 |
| Atlanta 1996 (detalhes)   | Yuko Emoto JPN Japão            | Gella Vandecaveye BEL Bélgica   | Jenny Gal NED Países BaixosJung Sung-sook KOR Coreia do Sul           |
| Sydney 2000 (detalhes)    | Séverine Vandenhende FRA França | Li Shufang CHN China            | Jung Sung-sook KOR Coreia do SulGella Vandecaveye BEL Bélgica         |
| Atenas 2004 (detalhes)    | Ayumi Tanimoto JPN Japão        | Claudia Heill AUT Áustria       | Urška Žolnir SLO EslovêniaDriulis González CUB Cuba                   |
| Pequim 2008 (detalhes)    | Ayumi Tanimoto JPN Japão        | Lucie Décosse FRA França        | Elisabeth Willeboordse NED Países BaixosWon Ok-im PRK Coreia do Norte |
| Londres 2012 (detalhes)   | Urška Žolnir SLO Eslovênia      | Xu Lili CHN China               | Yoshie Ueno JPN JapãoGévrise Émane FRA França                         |
| Rio 2016 (detalhes)       | Tina Trstenjak SLO Eslovênia    | Clarisse Agbegnenou FRA França  | Yarden Gerbi ISR IsraelAnicka van Emden NED Países Baixos             |
| Tóquio 2020 (detalhes)    | Clarisse Agbegnenou FRA França  | Tina Trstenjak SLO Eslovênia    | Maria Centracchio ITA ItáliaCatherine Beauchemin-Pinard CAN Canadá    |
| Paris 2024 (detalhes)     | Andreja Leški SLO Eslovênia     | Prisca Awiti Alcaraz MEX México | Clarisse Agbegnenou FRA FrançaLaura Fazliu KOS Kosovo                 |

#### Médio
- 66 kg (1992–1996)
- 70 kg (2000–)

| Evento                    | Ouro                          | Prata                           | Bronze                                                       |
| ------------------------- | ----------------------------- | ------------------------------- | ------------------------------------------------------------ |
| Barcelona 1992 (detalhes) | Odalis Revé CUB Cuba          | Emanuela Pierantozzi ITA Itália | Kate Howey GBR Grã-BretanhaHeidi Rakels BEL Bélgica          |
| Atlanta 1996 (detalhes)   | Cho Min-sun KOR Coreia do Sul | Aneta Szczepańska POL Polônia   | Wang Xianbo CHN ChinaClaudia Zwiers NED Países Baixos        |
| Sydney 2000 (detalhes)    | Sibelis Veranes CUB Cuba      | Kate Howey GBR Grã-Bretanha     | Cho Min-sun KOR Coreia do SulYlenia Scapin ITA Itália        |
| Atenas 2004 (detalhes)    | Masae Ueno JPN Japão          | Edith Bosch NED Países Baixos   | Qin Dongya CHN ChinaAnnett Böhm GER Alemanha                 |
| Pequim 2008 (detalhes)    | Masae Ueno JPN Japão          | Anaysi Hernández CUB Cuba       | Ronda Rousey USA Estados UnidosEdith Bosch NED Países Baixos |
| Londres 2012 (detalhes)   | Lucie Décosse FRA França      | Kerstin Thiele GER Alemanha     | Yuri Alvear COL ColômbiaEdith Bosch NED Países Baixos        |
| Rio 2016 (detalhes)       | Haruka Tachimoto JPN Japão    | Yuri Alvear COL Colômbia        | Sally Conway GBR Grã-BretanhaLaura Vargas Koch GER Alemanha  |
| Tóquio 2020 (detalhes)    | Chizuru Arai JPN Japão        | Michaela Polleres AUT Áustria   | Madina Taimazova ROC Sanne van Dijke NED Países Baixos       |
| Paris 2024 (detalhes)     | Barbara Matić CRO Croácia     | Miriam Butkereit GER Alemanha   | Michaela Polleres AUT ÁustriaGabriella Willems BEL Bélgica   |

#### Meio-pesado
- 72 kg (1992–1996)
- 78 kg (2000–)

| Evento                    | Ouro                              | Prata                          | Bronze                                                         |
| ------------------------- | --------------------------------- | ------------------------------ | -------------------------------------------------------------- |
| Barcelona 1992 (detalhes) | Kim Mi-jung KOR Coreia do Sul     | Yoko Tanabe JPN Japão          | Irene de Kok NED Países BaixosLaetitia Meignan FRA França      |
| Atlanta 1996 (detalhes)   | Ulla Werbrouck BEL Bélgica        | Yoko Tanabe JPN Japão          | Diadenis Luna CUB CubaYlenia Scapin ITA Itália                 |
| Sydney 2000 (detalhes)    | Tang Lin CHN China                | Céline Lebrun FRA França       | Emanuela Pierantozzi ITA ItáliaSimona Richter ROU Romênia      |
| Atenas 2004 (detalhes)    | Noriko Anno JPN Japão             | Liu Xia CHN China              | Lucia Morico ITA ItáliaYurisel Laborde CUB Cuba                |
| Pequim 2008 (detalhes)    | Yang Xiuli CHN China              | Yalennis Castillo CUB Cuba     | Jeong Gyeong-mi KOR Coreia do SulStéphanie Possamaï FRA França |
| Londres 2012 (detalhes)   | Kayla Harrison USA Estados Unidos | Gemma Gibbons GBR Grã-Bretanha | Audrey Tcheuméo FRA FrançaMayra Aguiar BRA Brasil              |
| Rio 2016 (detalhes)       | Kayla Harrison USA Estados Unidos | Audrey Tcheuméo FRA França     | Mayra Aguiar BRA BrasilAnamari Velenšek SLO Eslovênia          |
| Tóquio 2020 (detalhes)    | Shori Hamada JPN Japão            | Madeleine Malonga FRA França   | Anna-Maria Wagner GER AlemanhaMayra Aguiar BRA Brasil          |
| Paris 2024 (detalhes)     | Alice Bellandi ITA Itália         | Inbar Lanir ISR Israel         | Ma Zhenzhao CHN ChinaPatrícia Sampaio POR Portugal             |

#### Pesado
- Mais de 72 kg (1992–1996)
- Mais de 78 kg (2000–)

| Evento                    | Ouro                     | Prata                     | Bronze                                                     |
| ------------------------- | ------------------------ | ------------------------- | ---------------------------------------------------------- |
| Barcelona 1992 (detalhes) | Zhuang Xiaoyan CHN China | Estela Rodríguez CUB Cuba | Natalina Lupino FRA FrançaYoko Sakaue JPN Japão            |
| Atlanta 1996 (detalhes)   | Sun Fuming CHN China     | Estela Rodríguez CUB Cuba | Christine Cicot FRA FrançaJohanna Hagn GER Alemanha        |
| Sydney 2000 (detalhes)    | Yuan Hua CHN China       | Daima Beltrán CUB Cuba    | Kim Seon-young KOR Coreia do SulMayumi Yasashita JPN Japão |
| Atenas 2004 (detalhes)    | Maki Tsukada JPN Japão   | Daima Beltrán CUB Cuba    | Tea Donguzashvili RUS RússiaSun Fuming CHN China           |
| Pequim 2008 (detalhes)    | Tong Wen CHN China       | Maki Tsukada JPN Japão    | Lucija Polavder SLO EslovêniaIdalys Ortiz CUB Cuba         |
| Londres 2012 (detalhes)   | Idalys Ortiz CUB Cuba    | Mika Sugimoto JPN Japão   | Karina Bryant GBR Grã-BretanhaTong Wen CHN China           |
| Rio 2016 (detalhes)       | Émilie Andéol FRA França | Idalys Ortiz CUB Cuba     | Kanae Yamabe JPN JapãoYu Song CHN China                    |
| Tóquio 2020 (detalhes)    | Akira Sone JPN Japão     | Idalys Ortiz CUB Cuba     | Iryna Kindzerska AZE AzerbaijãoRomane Dicko FRA França     |
| Paris 2024 (detalhes)     | Beatriz Souza BRA Brasil | Raz Hershko ISR Israel    | Kim Ha-yun KOR Coreia do SulRomane Dicko FRA França        |

### Misto

#### Equipes
| Evento                 | Ouro | Prata | Bronze |
| ---------------------- | --- | --- | --- |
| Tóquio 2020 (detalhes) | FRA França Clarisse Agbegnenou Amandine Buchard Guillaume Chaine Axel Clerget Sarah-Léonie Cysique Romane Dicko Alexandre Iddir Kilian Le Blouch Madeleine Malonga Margaux Pinot Teddy Riner                                                             | JPN Japão Hifumi Abe Uta Abe Chizuru Arai Shori Hamada Hisayoshi Harasawa Shoichiro Mukai Takanori Nagase Shohei Ono Akira Sone Miku Tashiro Aaron Wolf Tsukasa Yoshida                                 | GER Alemanha Johannes Frey Karl-Richard Frey Jasmin Grabowski Katharina Menz Dominic Ressel Giovanna Scoccimarro Sebastian Seidl Theresa Stoll Martyna Trajdos Eduard Trippel Anna-Maria Wagner Igor WandtkeISR Israel Tohar Butbul Raz Hershko Li Kochman Inbar Lanir Sagi Muki Timna Nelson-Levy Peter Paltchik Shira Rishony Or Sasson Gili Sharir Baruch Shmailov |
| Paris 2024 (detalhes)  | FRA França Shirine Boukli Joan-Benjamin Gaba Amandine Buchard Walide Khyar Sarah-Léonie Cysique Luka Mkheidze Clarisse Agbegnenou Alpha Oumar Djalo Marie-Ève Gahié Maxime-Gaël Ngayap Hambou Romane Dicko Aurélien Diesse Madeleine Malonga Teddy Riner | JPN Japão Uta Abe Hifumi Abe Haruka Funakubo Soichi Hashimoto Natsumi Tsunoda Ryuju Nagayama Saki Niizoe Sanshiro Murao Miku Takaichi Takanori Nagase Akira Sone Tatsuru Saito Rika Takayama Aaron Wolf | BRA Brasil Larissa Pimenta Daniel Cargnin Rafaela Silva Willian Lima Ketleyn Quadros Rafael Macedo Beatriz Souza Guilherme Schimidt Leonardo Gonçalves Rafael SilvaKOR Coreia do Sul Huh Mi-mi An Ba-ul Jung Ye-rin Kim Won-jin Lee Hye-kyeong Han Ju-yeop Kim Ji-su Lee Joon-hwan Kim Ha-yun Kim Min-jong Yoon Hyun-ji                                               |